# قلعة جبيل
قلعة جبيل هي قلعة بناها الصليبيون في مدينة جبيل اللبنانية في القرن الثاني عشر الميلادي على أساس القلعة الفارسية القديمة (550 -330 ق.م) التي ما تزال جدرانها منتصبة إلى جانب السور القديم، مما يشير إلى الدور الذي لعبته جبيل على خارطة النظام الدفاعي الفارسي في المتوسط الشرقي. في عام 1188 قام صلاح الدين الأيوبي بالسيطرة على البلدة وتمت إزالة جدرانها في عام 1190. لاحقاً استولى الصليبيون من جديد على البلدة وأعيد جديد  بناء حصون القلعة من جديد في عام 1197. في عام 1369 عملت القلعة على صد هجوم من قبل قبرص وتحديداً من مدينة فاماغوستا.